# David Schnitter

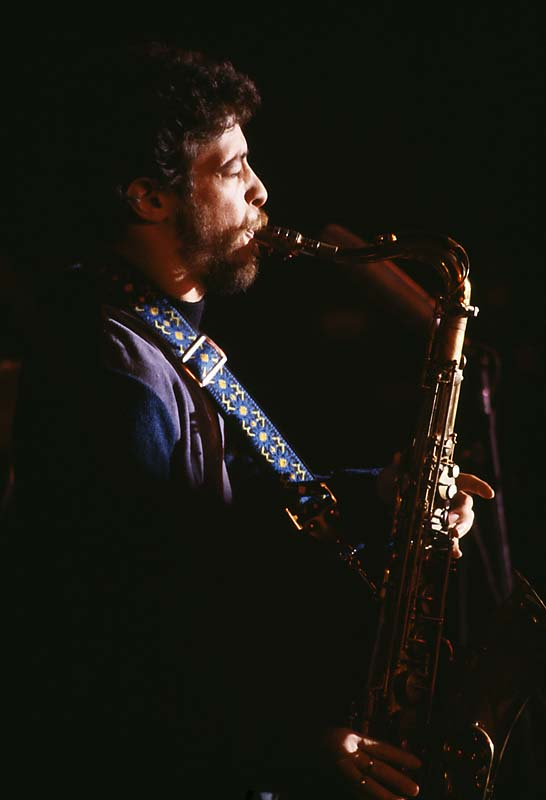
David Schnitter

David Bertram „Dave“  Schnitter (* 19. Mai 1948 in Newark, New Jersey) ist ein US-amerikanischer Musiker (Saxophone, gelegentlich auch Flöte, Gesang) des Modern Jazz, der besonders stark in der schwarzen Tradition verankert ist. „Seine Einflüsse“, schreibt der Kritiker John Howard, „reichen von Bird bis hin zu Coltrane mit Sonny Stitt und Sonny Rollins.“

## Leben und Wirken
Schnitter, der als Kind Klarinettenunterricht hatte und mit fünfzehn Jahren zusätzlich Tenorsaxophon lernte, studierte am Jersey City State College
Klarinette. Er begann als Tanzmusiker, spielte mit Rockbands und zog dann nach New York, wo er mit Ted Dunbar und ab 1972 mit eigener Gruppe auftrat. Er spielte mit Joe Newman, Frank Foster, Howard McGhee und Wilbur Little. Von 1974 bis 1981 war er Mitglied von Art Blakeys Jazz Messengers an (gemeinsam mit Valery Ponomarev, Curtis Fuller und Bobby Watson), mit denen er auf mehreren internationalen Tourneen war und Platten einspielte. Schnitter wirkte 1976 bei Harry Whitakers Debütalbum mit, spielte dann bei Freddie Hubbard (1979–1982, Pinnacle: Live & Unreleased from Keystone Korner) und arbeitete mit Charles Earland und Richard Groove Holmes. David Schnitter nahm von 1976 bis 1981 vier Alben für das Label Muse auf, verschwand aber dann von der amerikanischen Jazzszene. In Spanien, wo er seit 1991 lebt, trat er mit Johnny Griffin, Slide Hampton, Gary Bartz, Sal Nistico, Tete Montoliu und Bobby Hutcherson auf. 1996 war er an dem kooperativen Projekt 90° with 100 % Humidity mit Jimmy Madison beteiligt. 2002 präsentierte er im New Yorker Club Smoke ein neues Quartett. An seinem Quartett-Album Sketch wirkten James Zollar, Thomas Bramerie und Jimmy Madison mit.
Seit 1995 gehört er zum Lehrkörper des New School University Jazz Program.

## Diskographische Hinweise
- Invitation (Muse Records, 1976)
- Goliath (Muse, 1977)
- Thundering (Muse, 1978)
- Glowings (Muse, 1981)
- Sketch (Omix, 2004)
- The Spirit of Things (CIMP, 2007), mit Dominic Duval, Newman Taylor Baker